# Márton Árpád (festő)
Márton Árpád (Gyergyóalfalu, 1940. október 6. –) erdélyi magyar festőművész.

## Életútja
Középiskolai tanulmányait a marosvásárhelyi Művészeti Líceumban végezte (1958), a kolozsvári Ion Andreescu Képzőművészeti Főiskolán Kádár Tibor és Miklóssy Gábor tanítványaként szerzett diplomát (1964). Csíkszeredában rajztanár a Matematika-Fizika Líceumban (ma Márton Áron Líceum). A szárhegyi (1974–79) s Lengyelországban a paczkowi művésztelepen dolgozott (1977).
Kompozíciókat, tájképeket, portrékat és portrékompozíciókat fest, melyeken drámai megjelenítő erővel fejezi ki a székelység ragaszkodását a szülőföldhöz. Témái keresésében, megválasztásában Tamási Áron és Sütő András példája lebeg előtte, de kerüli a közvetlen irodalmi áttételeket. Ismertebb, kiállításokon többször bemutatott festményei: Vihar; Kenyérszelő; Földanya; Parasztbánat; Kenyér; Madárijesztők; Asszony; Mindennapi kenyerünk; Ikarusz; Napraforgó; Féltés. Olajban és olajtemperában készült festményein, valamint akvarelljein a dekoratívan kezelt és fölfokozott színek kifejező erejére épít, s a téma rajzos, kemény, szűkszavú megjelenítésére törekszik.
Gaál Andrással együtt a csíki művészközösség összetartó, markáns egyénisége; a szárhegyi alkotóközpont létrehozásában végzett tevékenységéért 2000-ben Kriterion-koszorút kapott. Számos egyéni kiállítást szervezett Csíkszeredában, Kézdivásárhelyen, Székelyudvarhelyen, Kolozsvárt, Marosvásárhelyen, Gyergyószentmiklóson. Részt vett külföldi csoportkiállításokon: New York (1974), Barcelona (1976), Krakkó (1977), Nürnberg (1980), Washington (1988).